# Сорочаново
Сорочаново (укр. Сорочанове) — село в Кетрисановской сельской общине Кропивницкого района Кировоградской области Украины.
До 2020 года входило в Бобринецкий район
Население по переписи 2001 года составляло 187 человек. Почтовый индекс — 27250. Телефонный код — 5257. Занимает площадь 1,066 км². Код КОАТУУ — 3520884803.